# Rhamphosuchus

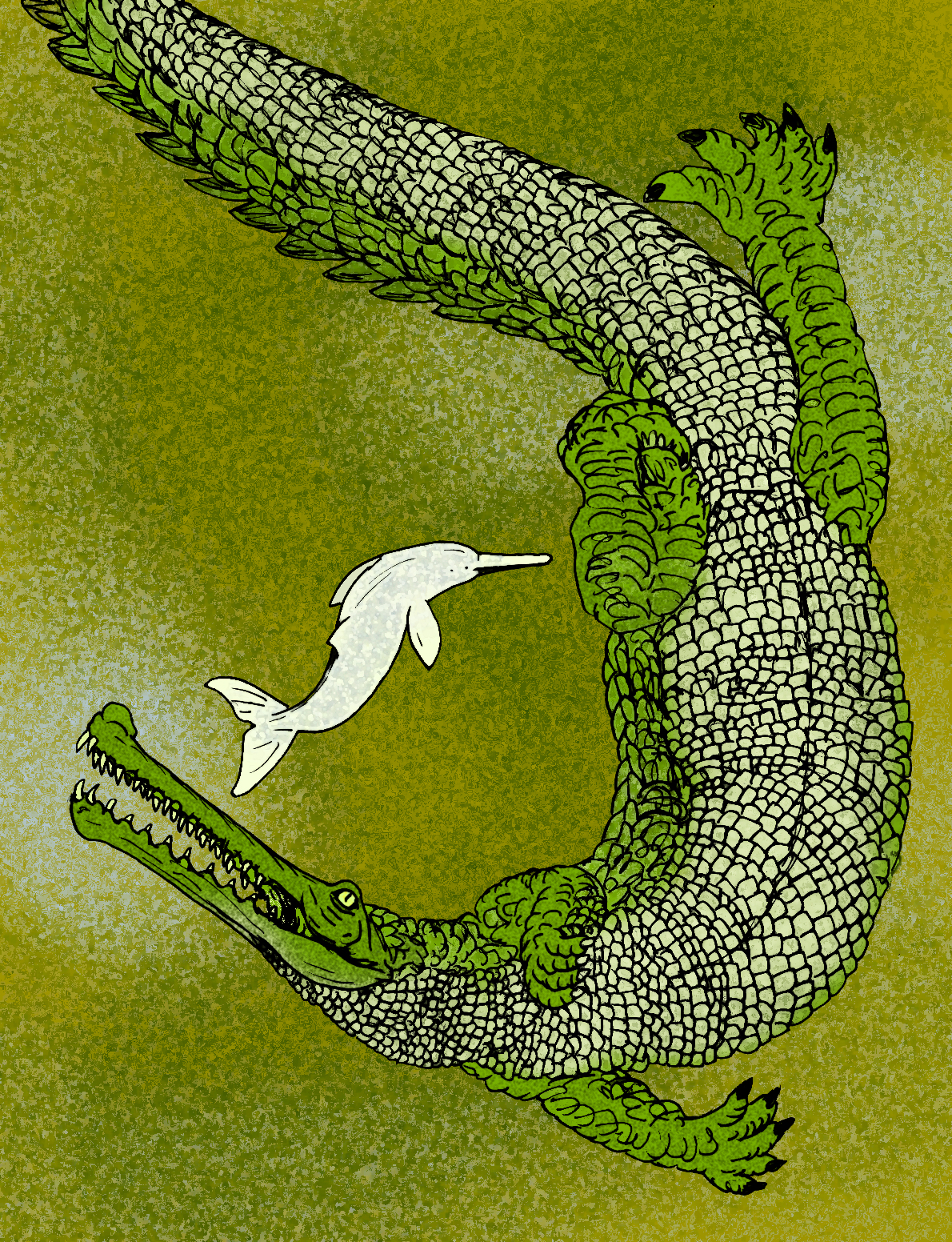
Rekonstrukcja

Rhamphosuchus – rodzaj krokodyla z grupy Tomistominae żyjącego w miocenie na terenach obecnego Pakistanu.
Początkowo na podstawie kilku skamieniałości pyska odnalezionych w osadach grupy Siwalik był uznawany za przedstawiciela grupy Gavialoidea i prawdopodobnie największego ze wszystkich przedstawicieli Crocodyliformes. Odkryta w 2000 roku kompletna czaszka pozwoliła na dokładniejszą rekonstrukcję zwierzęcia oraz rewizję osiąganych przez nie rozmiarów. Na podstawie wszystkich znanych skamieniałości Rhamphosuchus Jason J. Head ocenił jego długość na 8–11 m, co dowodzi, że nie był on największym przedstawicielem krokodyli. Rhamphosuchus miał szerszy pysk oraz bardziej zróżnicowane uzębienie niż inne Tomistominae. Prawdopodobnie odżywiał się bardziej różnorodnym pożywieniem niż inni przedstawiciele tej grupy, odżywiający się rybami. Analiza filogenetyczna przeprowadzona przez Jasona Heada sugeruje, że Rhamphosuchus nie należy do Gavialoidea, co początkowo przypuszczano, lecz jest przedstawicielem Tomistominae – grupy krokodyli uznawanej tradycyjnie za należącą do krokodyli właściwych (Crocodylidae). Pozycja filogenetyczna Tomistominae pozostaje jednak niejasna – analizy filogenetyczne oparte na cechach morfologicznych sugerują, że należą one do Crocodylidae, podczas gdy analizy biochemiczne i molekularne wskazują, iż są bliżej spokrewnione z gawialem.